# به مارون خوش آمدید
به مارون خوش آمدید (انگلیسی: Welcome to Marwen) فیلمی در ژانر درام به کارگردانی رابرت زمکیس است که در سال ۲۰۱۸ منتشر شد.

## داستان
قربانی یک دعوای فیزیکی و نابرابر به نام مارک که در حال معالجه برای بازیابی توانش است ، با معالجی مهربان مواجه می‎شود که به او کمک می‎کند تا سلامتی خود را دوباره به دست بیاورد و…

## بازیگران
- استیو کارل
- لزلی من
- دیانه کروگر
- مریت ویور
- جنل مونی
- ایزا گونزالس
- گوئندولین کریستی
- نیل جکسون